# Thomas Hoppe (Theologe)
Thomas Hoppe (* 13. Juli 1956 in Bremen) ist ein deutscher Theologe und seit 1998 Professor für katholische Theologie unter besonderer Berücksichtigung der Sozialwissenschaften und der Sozialethik an der Helmut-Schmidt-Universität.

## Leben
Er wurde im Wintersemester 1985/1986 bei Bruno Schüller mit Klaus Lüdicke als Korreferenten mit der Dissertation Friedenspolitik mit militärischen Mitteln. Eine ethische Analyse strategischer Ansätze promoviert. Er arbeitete u. a. als stellvertretender Leiter am Institut für Theologie und Frieden. Im Sommersemester 1997 habilitierte er sich mit dem Werk Menschenrechte im Spannungsfeld von Freiheit, Gleichheit und Solidarität. Grundlagen eines internationalen Ethos zwischen universalem Geltungsanspruch und Partikularitätsverdacht betreut von Franz Anton Fridolin Furger und begutachtet von Klaus Müller und Antonio Autiero.
Er ist Moderator für den Sachbereich Frieden der Deutschen Kommission Justitia et Pax. Seine Forschungsschwerpunkte sind Ethik internationaler Beziehungen, Schutz und Verwirklichung menschenrechtsgemäßer politischer und gesellschaftlicher Strukturen und Ethik des Umgangs mit belasteter Vergangenheit.

## Publikationen (Auswahl)
- Friedenspolitik mit militärischen Mitteln. Eine ethische Analyse strategischer Ansätze (= Theologie und Frieden, Band 1). Bachem, Köln 1986, ISBN 3-7616-0863-2 (zugleich Dissertation, Münster 1985).
- mit Hans J. Schmidt: Konventionelle Stabilisierung. Militärstrategische und rüstungskontrollpolitische Fragen eines Kriegsverhütungskonzepts mit weniger Kernwaffen aus ethischer und politikwissenschaftlicher Sicht (= Theologie und Frieden, Band 6). Inst. für Theologie u. Frieden, Barsbüttel 1990, ISBN 3-927320-05-6.
- Ethik als sicherheitspolitische Entscheidungshilfe? Anmerkungen zu den Kriterien "Hinlänglichkeit" und "Abrüstungsverträglichkeit" des Worts der deutschen Bischofskonferenz "Gerechtigkeit schafft Frieden" (1983) (= Theologie und Frieden, Band 8). Inst. für Theologie u. Frieden, Barsbüttel 1990, ISBN 3-927320-07-2.
- als Herausgeber: Auf dem Weg zu einer Europäischen Friedensordnung. Perspektiven und Probleme nach dem Ende des Kalten Krieges (= Forum Weltkirche. Entwicklung und Frieden, Band 3). Matthias-Grünewald-Verl., Mainz 1994, ISBN 3-7867-1764-8.
- als Herausgeber mit Harry Neyer: Militär als Friedensstifter? Friedensethische Überlegungen zur außenpolitischen Neuorientierung Deutschlands (= Gerechtigkeit und Frieden. Dokumentation, Band 38). Justitia et Pax, Bonn 1994, ISBN 3-928214-60-8.
  - als Herausgeber mit Harry Neyer: Militär als Friedensstifter? Friedensethische Überlegungen zur außenpolitischen Neuorientierung Deutschlands (= Gerechtigkeit und Frieden. Dokumentation, Band 38). 2. Aufl., Justitia et Pax, Bonn 1995, ISBN 3-928214-60-8.
- Auf dem Weg zum gerechten Frieden? Friedensethische Überlegungen nach dem Ende des Ost-West-Konflikts (= WIFIS aktuell, Band 2). Hamburg 1995, OCLC 76102876.
- als Herausgeber mit Jörg Lüer: Erfahrungen aus dem Konflikt im ehemaligen Jugoslawien. Teil 1 Analysen und Empfehlungen (= Gerechtigkeit und Frieden. Dokumentation, Band 40). Justitia et Pax, Bonn 1997, ISBN 3-932535-08-1.
- als Herausgeber mit Jörg Lüer: Erfahrungen aus dem Konflikt im ehemaligen Jugoslawien. Teil 2 Dokumentation eines Workshops (= Gerechtigkeit und Frieden. Dokumentation, Band 40). Justitia et Pax, Bonn 1997, ISBN 3-932535-05-7.
- als Herausgeber: Menschenrechte – Menschenpflichten. Beiträge eines gemeinsamen Symposiums der Deutschen Kommission Justitia et Pax und der Wissenschaftlichen Arbeitsgruppe für Weltkirchliche Aufgaben vom 7. bis 8. Dezember 1998 in Köln (= Projekte. Wissenschaftliche Arbeitsgruppe für Weltkirchliche Aufgaben der Deutschen Bischofskonferenz, Band 8). Zentralstelle Weltkirche, Bonn 1999, ISBN 3-923535-33-2.
- als Herausgeber: Friedensethik und internationale Politik. Problemanalysen – Lösungsansätze – Handlungsperspektiven (= Forum Weltkirche. Entwicklung und Frieden, Band 9). Matthias-Grünewald-Verl., Mainz 2000, ISBN 3-7867-2231-5.
- Menschenrechte im Spannungsfeld von Freiheit, Gleichheit und Solidarität. Grundlagen eines internationalen Ethos zwischen universalem Geltungsanspruch und Partikularitätsverdacht (= Theologie und Frieden, Band 17). Kohlhammer, Stuttgart 2002, ISBN 3-17-015585-7 (zugleich Habilitationsschrift, Münster 1997).
- als Herausgeber: Schutz der Menschenrechte. Zivile Einmischung und militärische Intervention. Köster, Berlin 2004, ISBN 3-89574-521-9.
- als Herausgeber: Körperlichkeit – Identität. Begegnung in Leiblichkeit (= Projekte. Wissenschaftliche Arbeitsgruppe für Weltkirchliche Aufgaben der Deutschen Bischofskonferenz, Band 23). Academic Press Fribourg u. a., Freiburg u. a. 2008, ISBN 978-3-451-27065-9.
- als Herausgeber: Soziale Menschenrechte und katholische Soziallehre. Beiträge einer Fachkonferenz der Wissenschaftlichen Arbeitsgruppe für weltkirchliche Aufgaben der Deutschen Bischofskonferenz am 03./04. Dezember 2009 (= Projekte. Wissenschaftliche Arbeitsgruppe für Weltkirchliche Aufgaben der Deutschen Bischofskonferenz, Band 23). Sekretariat der Dt. Bischofskonferenz, Bonn 2012, ISBN 978-3-940137-45-6.
- als Herausgeber: Verantwortung zu schützen. Interventionspolitik seit 1990 – eine friedensethische Bilanz. Analysen und Empfehlungen. Köster, Berlin 2014, ISBN 978-3-89574-852-3.

| Personendaten    | Personendaten      |
| ---------------- | ------------------ |
| NAME             | Hoppe, Thomas      |
| KURZBESCHREIBUNG | deutscher Theologe |
| GEBURTSDATUM     | 13. Juli 1956      |
| GEBURTSORT       | Bremen             |